# Łany (Nowy Sącz)
Łany – historyczna część miasta Nowy Sącz, położona w centrum miasta, w rejonie ulic Grota-Roweckiego i Limanowskiego.